# Hundige Kirke
Hundige Kirke ligger på Eriksmindevej i Hundige i Greve Kommune.

## Historie
Kirkens arkitekt var Ejvind Draiby.
Grundstenen blev nedlagt den 21. juni 1975.

## Kirkebygningen
- Exteriør
- Exteriør
- Kirkebygningen
- Exteriør
- Kontorbygnngen
- Grønnegården
- Kampanile
- Kampanile set fra grønnegården
- Kirken set fra under kampanilen
- Vinduer
- Vinduesdetalje
- Mosaikvindue
- Indgang til kirken
- Indgang til kontorbygningen

## Interiør
- Interiør
- Interiør, vidvinkel
- Interiør set fra koret
- Interiør set fra koret, vidvinkel
- Interiør set fra bag prædikestol
- Interiør på tværs
- Kor
- Mosaikvindue

### Alter
- Alter
- Alter

### Prædikestol
- Prædikestol
- Prædikestol og alter

### Døbefont
- Døbefont
- Alterskranke og døbefont

### Orgel
- Orgel

## Gravminder
Tekst mangler, hjælp os med at skrive teksten

## Eksterne kilder og henvisninger
- Hundige Kirke hos KortTilKirken.dk